# تيرانس تايلور
تيرانس تايلور (بالإنجليزية: Terrance Taylor)‏ هو لاعب كرة قدم أمريكية أمريكي، ولد في 14 مايو 1986 في مسكيغون في الولايات المتحدة.